# 埃斯皮诺德劳尔瓦达
埃斯皮诺德劳尔瓦达，是西班牙卡斯蒂利亚-莱昂萨拉曼卡省的一个市镇。 总面积23平方公里，总人口335人（2001年），人口密度15人/平方公里。